# Глухий заясенний фрикативний
Глухий заясенний фрикатив — приголосний звук, що існує в деяких мовах. У Міжнародному фонетичному алфавіті записується як ⟨ʃ⟩. Твердий шиплячий приголосний, фрикатив. В українській мові цей звук передається на письмі літерою ш. Середній за твердістю у ряду шиплячих фрикативів /ɕ/—/ʃ/—/ʂ/.
Деякі науковці використовують символ /ʃ/ для позначення глухого ретрофлексного фрикатива /ʂ/ або глухого ясенно-твердопіднебінного фрикатива /ɕ/. У першому випадку, власне глухий заясенний африкат записують як /ʃʲ/.

## Назва
- Глухий заясенний фрикатив
- Глухий заясенний фрикативний
- Глухий палато-альвеолярний фрикатив  (англ. Voiceless palato-alveolar fricative)
- Глухий палато-альвеолярний фрикатив-сибілянт (англ. Voiceless palato-alveolar sibilant fricative)
- Глухий піднебінно-ясенний фрикатив
- Глухий піднебінно-ясенний фрикатив-сибілянт
- Глухий піднебінно-ясенний фрикативний
- Глухий пост-альвеолярний фрикатив (англ. voiceless postalveolar fricative)
- Глухий пост-альвеолярний фрикативний
- Глухий пост-альвеолярний фрикатив-сибілянт (англ. voiceless postalveolar sibilant fricative)

## Властивості
Властивості глухого заясенного фрикативного:
- Тип фонації — глуха, тобто цей звук вимовляється без вібрації голосових зв'язок.
- Спосіб творення — фрикативний, тобто один артикулятор наближається до іншого, утворюючи вузьку щілину, що спричиняє турбулентність.
- Спосіб творення — сибілянтний фрикативний, тобто повітря скеровується по жолобку на спинці язика за місцем творення на гострий кінець зубів, що спричиняє високочастотну турбулентність.
- Місце творення — піднебінно-ясенне, тобто він артикулюється передньою спинкою язика позаду ясенного бугорка, а кінчик язика при цьому трохи загнутий й розташований біля твердого піднебіння.
- Це ротовий приголосний, тобто повітря виходить крізь рот.
- Це центральний приголосний, тобто повітря проходить над центральною частиною язика, а не по боках.
- Механізм передачі повітря — егресивний легеневий, тобто під час артикуляції повітря виштовхується крізь голосовий тракт з легенів, а не з гортані, чи з рота.

## Приклади
| Мова                 | Мова                 | Слово         | МФА            | Значення   | Примітки                           |
| -------------------- | -------------------- | ------------- | -------------- | ---------- | ---------------------------------- |
| адигейська           | адигейська           | шыд           | [ʃəd]          | віслюк     |                                    |
| азербайджанська      | азербайджанська      | şeir          | [ʃeiɾ]         | вірш       |                                    |
| албанська            | албанська            | shtëpi        | [ʃtəˈpi]       | дім        |                                    |
| англійська           | англійська           | sheep         | [ʃiːp]         | вівця      | Див. англійська фонетика           |
| арабська             | арабська             | شمس           | [ʃams]         | сонце      | Див. арабська фонетика             |
| баскська             | баскська             | kaixo         | [kajʃ̺o]        | привіт     |                                    |
| болгарська           | болгарська           | юнашки        | [joˈnaʃki]     | героїчно   |                                    |
| валлійська           | валлійська           | 'siarad       | [ˈʃɑːrad]      | говорити   | Див. валлійська фонетика           |
| вірменська (східна)  | вірменська (східна)  | շուն          | [ʃun]          | собака     |                                    |
| гебрейська           | гебрейська           | וויסנשאַפֿטלעכע | [vɪsn̩ʃaftləxə] | науковий   | Див. гебрейська фонетика           |
| гінді                | гінді                | शक            | [ʃək]          | сумнів     | Див. фонетика гіндустані           |
| ірландська           | ірландська           | sí            | [ʃiː]          | вона       | Див. ірландська фонетика           |
| латвійська           | латвійська           | šalle         | [ˈʃalːe]       | кашне      |                                    |
| литовська            | литовська            | šarvas        | [ˈʃɐrˑvɐs]     | обладунок  |                                    |
| македонська          | македонська          | што           | [ʃtɔ]          | що         | Див. македонська фонетика          |
| малайська            | малайська            | syarikat      | [ʃarikat]      | товариство |                                    |
| маратхі              | маратхі              | शब्द           | [ˈʃəbˈd̪ə]      | слово      | Див. фонетика маратхі              |
| нідерландська        | нідерландська        | sjabloon      | [ʃäˈbloːn]     | шаблон     | Див. нідерландська фонетика        |
| німецька             | німецька             | schön         | [ʃʷø̈ːn]        | гарний     | Див. німецька фонетика             |
| перська              | перська              | شاه           | [ʃɒːh]         | шах        | Див. перська фонетика              |
| португальська        | португальська        | caixa         | [ˈkajʃɐ]       | коробка    | Див. португальська фонетика        |
| румунська            | румунська            | șefi          | [ʃefʲ]         | шефи       | Див. румунська фонетика            |
| сербська             | сербська             | шума          | [ʃûmä]         | ліс        | Див. сербська фонетика             |
| словенська           | словенська           | šola          | [ˈʃóːla]       | школа      |                                    |
| турецька             | турецька             | güneş         | [ɟyˈne̞ʃ]       | сонце      | Див. турецька фонетика             |
| угорська             | угорська             | segítség      | [ˈʃɛɡiːt͡ʃːeːɡ] | допомога   | Див. угорська фонетика             |
| уйгурська            | уйгурська            | شەھەر         | [ʃæhær]        | місто      |                                    |
| українська           | українська           | шахи          | ['ʃɑxɪ]        | —          | Див. українська фонетика           |
| фінська              | фінська              | šekki         | [ʃekːi]        | перевірка  | Див. фінська фонетика              |
| французька           | французька           | cher          | [ʃɛʁ]          | дорогий    | Див. французька фонетика           |
| шотландська гельська | шотландська гельська | seinn         | [ʃeiɲ]         | співати    | Див. шотландська гельська фонетика |